# 영실기암
영실기암(靈室奇巖)은 대한민국 제주특별자치도 서귀포시 하원동과 도순동에 있는, 사계절 내내 아름다운 모습과 울창한 수림이 어울려 빼어난 경치를 보여주는 명승지이다. 2011년 10월 13일 대한민국의 명승 제84호 '영실기암과 오백나한'으로 지정되었다.

## 개요
영실기암(靈室奇岩)은 한라산을 대표하는 곳이며 영주십이경 중 하나로 춘화, 녹음, 단풍, 설경 등 사계절 내내 아름다운 모습과 울창한 수림이 어울려 빼어난 경치를 보여주는 명승지이다.
한라산 정상의 남서쪽 산허리에 깍아지른 듯한 기암괴석들이 하늘로 솟아 있고, 석가여래가 설법하던 영산(靈山)과 흡사하다 하여 이곳을 영실(靈室)이라 일컫는데, 병풍바위와 오백나한(오백장군)상이 즐비하게 늘어서 있다.
병풍바위는 기암괴석들이 즐비하게 늘어서서 마치 병풍을 쳐 놓은 모습과 같아서 붙여진 이름이다.
오백나한(장군)은 이상야릇하게 생긴 기암괴석들이 하늘로 솟아 있는데 바라보는 위치에 따라 ‘장군’ 또는 ‘나한’ 같아 보여 붙여진 이름이다.

## 참고 자료
- 영실기암 - 국가유산청 국가유산포털